# Вестник Одесского фотографического общества
Вестник Одесского фотографического общества (укр. Вісник Одеського фотографічного товариства) — науково-популярний і художній журнал, присвячений висвітленню діяльності Одеського фотографічного товариства, розробці питань та огляду новин фотографічної справи, а також популяризації мистецтва фотографії.

## Історія

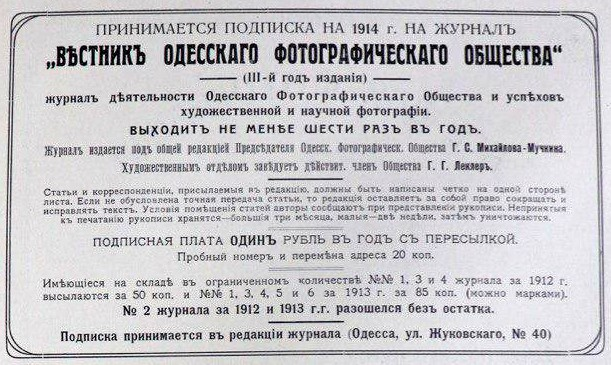
Передплата на Вісник ОФТ

Журнал виходив з періодичністю 2-6 разів на рік, перший номер був за липень 1912 року, останній — березень-травень 1914 року. Передплата на номери 1914 складала 1 рубль за рік з пересилкою. Засновником і головним редактором видання був Григорій Сергійович Михайлов-Мучкін, голова Одеського фотографічного товариства. У 1913 році у зв'язку із складністю суміщення обов'язків головного редактора та голови ОФТ, засновник журналу зосередився на виконанні обов'язків голови товариства. № 1 і № 2 за 1913 видавав відповідальний редактор Микола Михайлович Волков, заступник голови ОФТ. З № 3 до виконання обов'язків головного редактора повернувся Г. С. Михайлов-Мучкін. У 1915—1916 роках журнал виходив 6 разів на рік під назвою «Русский фотографический вестник» (всього вийшло 9 номерів).

## Цілі і задачі видання

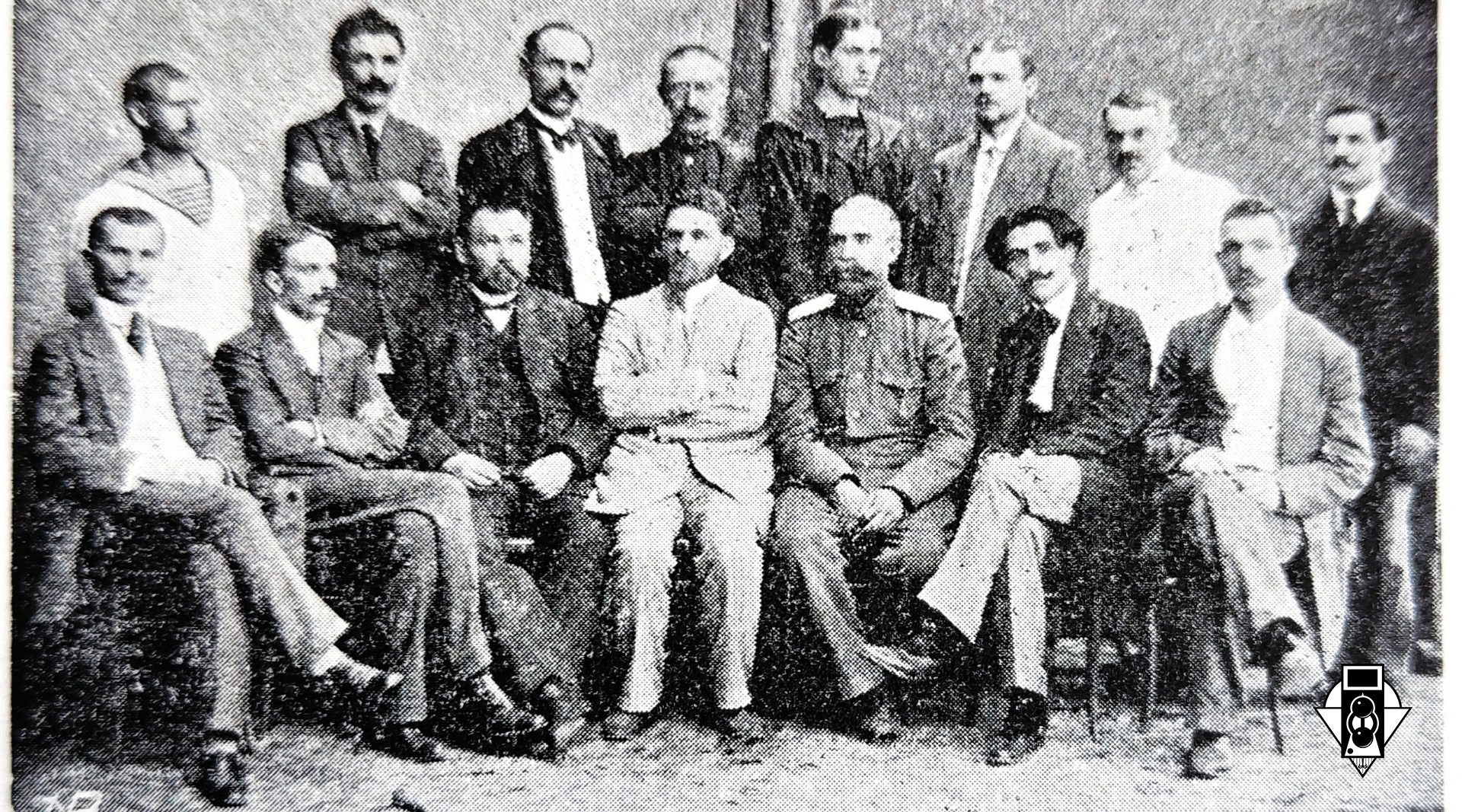
Слухачі літніх курсів фотографії при ОФТ, 1912 рю

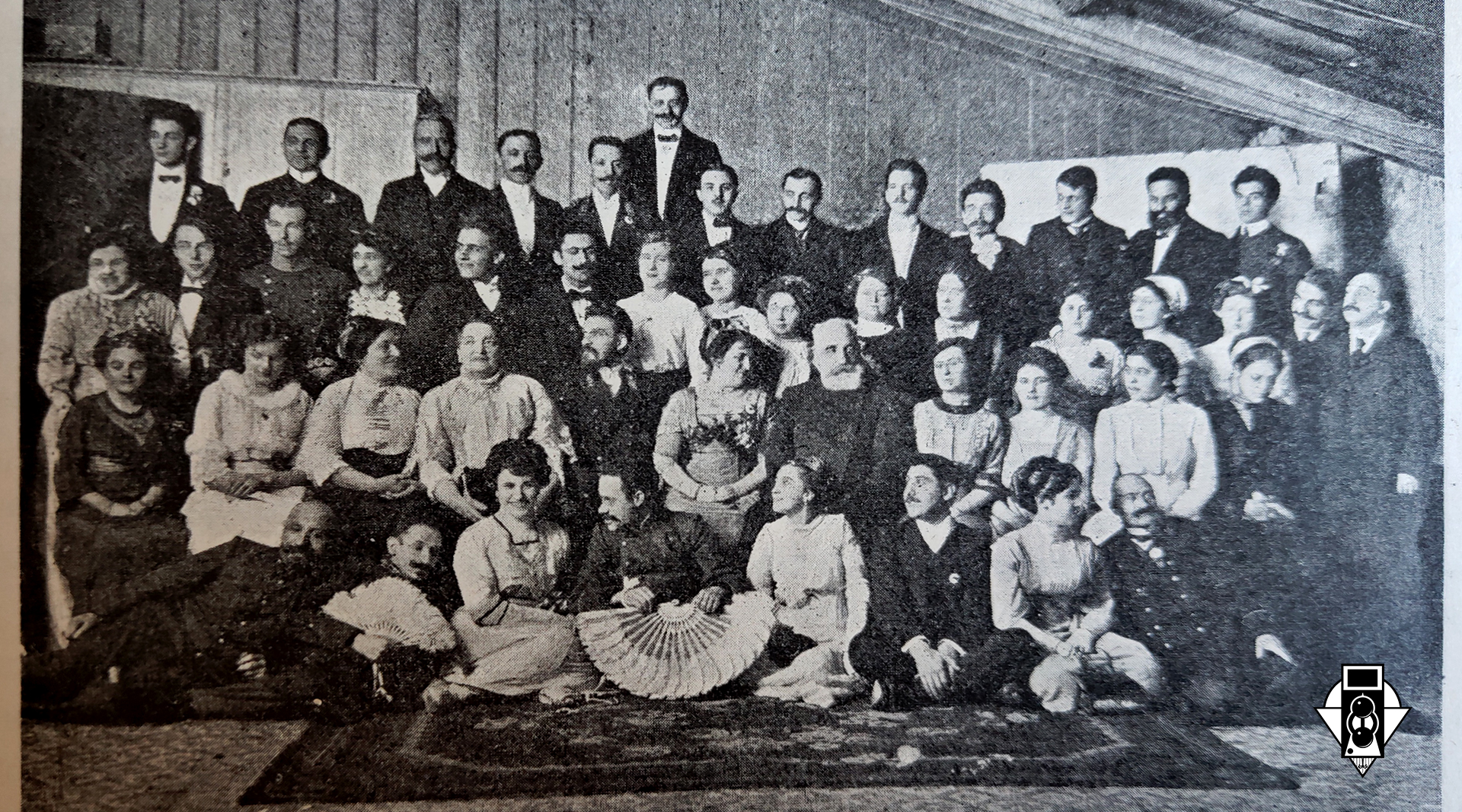
Святкування 20-річчя ОФТ

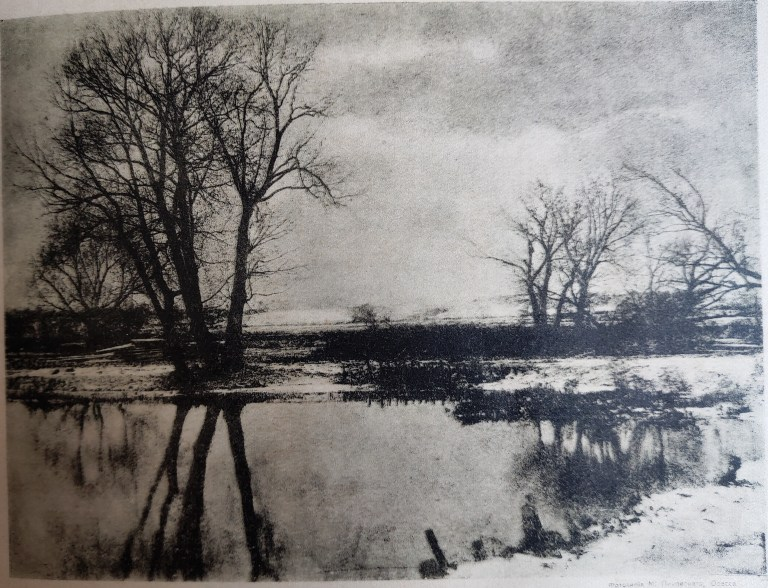
Н. А. Носов «Пейзаж». Ілюстрація до № 1-2,1913

У вступній статті, яка вийшла у першому номері Вісника, головний редактор, голова ОФТ Г. С. Михайлов-Мучкін окреслив цілі і характер журналу: перш за все, відображати життя Одеського фотографічного товариства, сприяти популяризації мистецтва фотографії, ведення літопису успіхів фотографічної справи і водночас бути вельми різнобічним і корисним виданням для фотографів, розміщуючи настанови для практичних занять фотографічною справою.
З цією метою в журналі розміщувались оригінальні і перекладні статті і витяги з фотографічних журналів, огляди фотографічної літератури, біографії і некрологи видатних діячів у галузі фотографії, відомості про життя фотографічних товариств, відділів та гуртків, відомості про поточні новини у галузі промисловості і техніки, а також необхідні для фотографів рецепти і практичні роз'яснення.
У журналі було заплановано наступні розділи:
1. Життя Одеського фотографічного товариства.
2. Питання фотографії.
3. Огляд фотографічної літератури.
4. Біографії і некрологи.
5. Фотографічні товариства.
6. Промисловість і техніка.
7. Поради і вказівки.
8. Ілюстрації.
9. До ілюстрацій.
10. Поштова скринька.

## Зміст видання

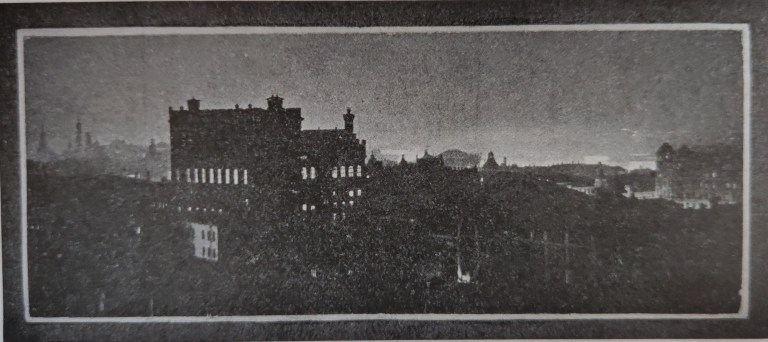
Ілюстрація до статті «Фотографування вночі»

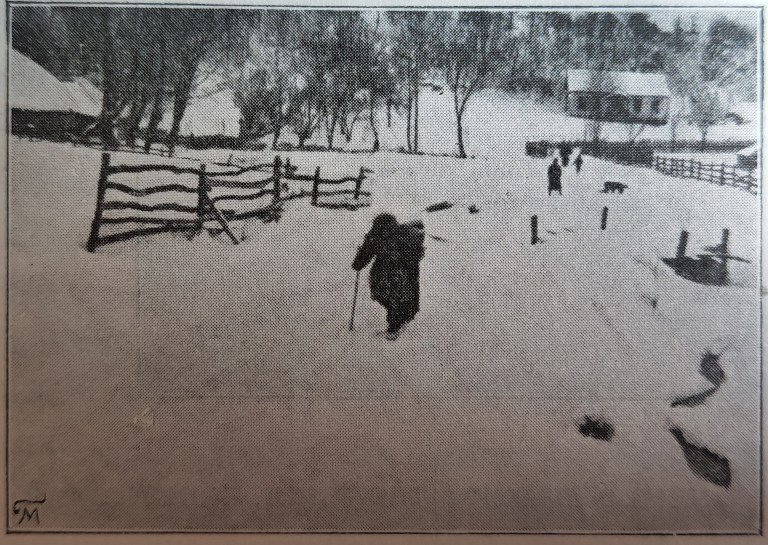
Ілюстрація до статті «Декілька слів про композицію»

Перший номер Вісника майже повністю був присвячений святкуванню 20-річчя Одеського фотографічного товариства та підведенню підсумків його діяльності за 20 років.
Кожен номер журналу містив 2-3 ілюстрації, які мали високу якість друку, а також їх критичний розбір художнім редактором видання. 1913 року були започатковані фотографічні конкурси для передплатників.
Крім висвітлення діяльності Одеського фотографічного товариства, журнал публікував багато цікавих для фотографів статей, серед яких «Фотографія на війні в 1904—1905 роках», в якій автор ділився своїм досвідом роботи фотографа на Російсько-Японській війні.  У статті «Художній портрет у світопису» автор рекомендує фотографам-аматорам, які вчаться знімати художні портрети, вчитися не у професійних фотографів з ательє, а за картинами художників-портретистів і знайомитися з їх прийомами при писанні портретів.
Окремої уваги заслуговує полеміка навколо пікторіалізму між художником, членом Товариства південноросійських художників Петром Нілусом, який опублікував у номері за 1913 рік статтю «Фотографія — не мистецтво, а його раб», і фотографом, редактором журналу Миколою Волковим, який написав дві статті у відповідь: «На захист світлопису» та «Відповідь на критику художника П. О. Нілуса».
Журнал містив статті про кольорову фотографію, фотографування уночі, дайджести новин і поради для фотографів, зокрема щодо посилення негативів сулемою, застосування жовтих фотофільтрів для друку світлин, рецепти проявителів тощо. У стаття «Декілька слів про композицію» автор ділився з молодими колегами своїм досвідом композиції у пейзажній фотографії. Окрема велика стаття Г. С. Михайлова-Мучкіна була присвячена створенню спеціального навчального закладу для підготовки фотографів, ініціатором і засновником якого він був.
У 1915—1916 роках журнал продовжив виходити під іншою назвою — «Русский фотографический вестник». Зміна назви була пов'язана із участю Російської імперії у Першій світовій війні, і перший номер відкривався пов'язаним з війною «патріотичним» закликом до народу. Видання продовжило дотримуватись програми, окресленої у «Віснику Одеського фотографічного товариства». В останніх номерах видання збільшилось число технічних статей з порадами фотографам. В останній рік видання журнал відзначив на своїх сторінках історично важливу подію — в Одесі відкрився перший в Російській імперії фотографічний навчальний заклад, директором якого був Г. С. Михайлов-Мучкін, голова Одеського фотографічного товариства.